# Holcocera hemiteles
Holcocera hemiteles é uma espécie de mariposa do gênero Holcocera pertencente à família Coleophoridae.